# Clameurs
Clameurs (dt. Geschrei) ist ein Jazzalbum von Jacques Coursil. Die im Sommer 2006 in Fort-de-France, Martinique, entstandenen Aufnahmen erschienen im Juli 2007 auf Universal Music France.

## Hintergrund
Nach Coursils Comeback-Album Minimal Brass (Tzadik 2005), ein Album, das mit drei Fanfaren, gespielt von Solotrompete und Trompetenchor vom Ton der Trompete bestimmt war, ist Clameurs der Ausgangspunkt, an dem Coursil seine beiden Hauptinteressen verbindet: Jazz und Linguistik, schrieb All About Jazz.
2006 war Coursil nach Martinique, wo er zwischen 1992 und 2002 als Hochschullehrer gearbeitet hatte, zurückgekehrt, um sein Album Clameurs aufzunehmen. Texte von Frantz Fanon, Édouard Glissant, von Monchoachi, einem Schriftsteller aus Martinique, und von Antar oder Antarah ibn Shaddad, einem arabischen Dichter aus dem 6. Jahrhundert, verband er mit Musik (Quatre Oratorios pour trompette et voix samt Prolog und Epilog), die er mit Alex Bernard (Bass), Jean Obeid, Joby Bernabe (Gesang) und einem Chor (Yna Boulange, Aurelie Dalmat, Mylene Florentini) sowie Jeff Baillard (Arrangement) einspielte. Mino Cinelus Perkussion über „Wélélé Nou (Nos Clameurs)“ wurde am 27. Juli 2006 in den La Seine Studios von Frank Redlich aufgenommen. Die Perkussion in „Epilogue – Cadences de Chaines“ entstand im August 2006 in New York City, ebenfalls von Mino Cinelu. Coursils Stimmbeiträge, in denen er „ohne Unterbrechung mit Sprache jongliert“, werden auf Arabisch von Jean Obeid und auf Kreolisch von Joby Bernabé unterstützt.
„Es ist lustig, ich sage immer, dass ich nicht an Identität gebunden bin“, meinte Corsil 2010 in einem Interview, „und plötzlich habe ich eine Platte eingespielt, die total mit Martinique zu tun hat. Aber genau das ist der Unterschied zwischen Identität, die ein Bild ist, und dem, was du bist.“

## Titelliste
- Jacques Coursil: Clameurs (Universal Music France 984 748 2)[5]

1. Prologue: Paroles Mues 4:03
2. Monchoachi, Wélélé Nou (Nos Clameurs)  11:46
3. Frantz Fanon 1952 7:02
4. La Chanson d’Antar 5:59
5. Edouard Glissant, l’Archipel des Grands Chaos „La Traite“ 5:34
6. Edouard Glissant, l’Archipel des Grands Chaos „Les Îles“ 8:11
7. Epilogue: Cadences de Chaînes 9:37

- Alle  Kompositionen stammen von Jacques Coursil.

## Rezeption
Nach Ansicht des Kritikers der italienischen Ausgabe von All About Jazz hat das Album „einen episch-narrativen Charakter und behandelt Themen wie Sklaverei und Rassismus durch die Trompete und die Stimme des Autors“. Clameurs sei keine reine Jazz-Platte, aber es habe seine „DNA, schwarze Rebellion, Begeisterung und Energie. Die Stimme der Trompete ist staubig und zart wie der Atem der Luft (und hier wurzeln aktuelle Musiker wie Erik Truffaz), die Klänge scheinen sich mit Harmonischen zu schichten, die sich endlos wiederholen ... die Musik ist wunderschön und lädt ein zur Meditation und zum Verständnis der Texte.“  Im Vordergrund des Werks stehe der Dialog zwischen Trompete und Stimme, sowohl erstickt und nie geschrien, was die verschluckten Schreie auszudrücken scheine und damit „die Unmöglichkeit zu schreien“ anprangere. Clameurs sei ein tief empfundenes Album, und eine Menge evokativer Kraft beruhe auf diesen Stimmen – schrecklich, ernst – und auf den Worten, die man als Feuer, Träger von Leiden und Rebellion empfinden könne, selbst wenn der Text sich nicht durchdringen lässt (weil auf Arabisch oder auf Kreolisch), resümiert der Autor; in all diesen Fällen sei es jedoch der reine Klang der Stimme und der Trompete, die sich selbst zu Bedeutungsträgern machten und das Gewicht der Botschaft dieser Clameurs selbst trügen.
Mathieu Durand schrieb in Citizen Jazz, Jacques Coursil vereine seine beiden Vorlieben: Sprache und Töne, Poesie und Klang, Stimme und Trompete. Er setze damit seine Erforschung von Ausdrucksformen nach Way Ahead, Black Suite und Minimal Brass diese „Verbindungsbemühungen“ fort. Wie bei allen großartigen Alben sei es aber schwierig, Clameurs in irgendeiner Form zu kategorisieren. Minimalistisch und einfach, das Album, das von Coursils Trompete mit meisterhafter Stimme dirigiert wird, destilliert in seinen vier Oratorien elementare Melodien, Töne, die weit davon entfernt sind, gestrickt zu werden, dehnen sich wie Orgelpunkte, hervorgehoben durch einen leichten Nachhall. Man habe von diesen leuchtenden Melodien den Eindruck, dass sie nicht anders hätten geschrieben werden können. Man könnte sogar von „kindlicher Einfachheit“ sprechen, wie wir das letzte Kompliment über Pablo Picasso hätten schreiben können, resümiert Durand. Die Redensart, dass Künstler im Laufe der Zeit eher reduziert tätig seien, werde in der Person von Coursil nachdrücklich bestätigt.